# August Philipp Ottokar Meyer

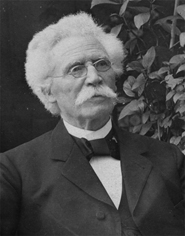
August Meyer

August Philipp Ottokar Meyer (* 1. Mai 1835 in Hölterhoff bei Radevormwald; † 1. September 1904 in Eitorf) war Leiter der Heil- und Pflegeanstalt für Geisteskranke und Gemütsleidende in Eitorf, einer der ersten Kliniken für psychisch Kranke im Rheinland.

## Ausbildung
August Meyer wuchs als Sohn von Carl Friedrich Meyer und Antoinette Meyer, geborene Komp, in Elberfeld und Eitorf auf. Sein Abitur machte er am Friedrich-Wilhelm-Gymnasium in Köln. Am 24. Oktober 1857 immatrikulierte er an der Rheinischen Friedrich-Wilhelms-Universität in Bonn im Fach Medizin. Nach Semestern an der Universität Würzburg und Praktika in der Siegburger Irrenanstalt erhielt er 1862 seine Approbation.

## Berufsweg
Er leistete seinen einjährigen Militärdienst ab und eröffnete 1863 eine Praxis in Gütersloh. Ebenfalls 1863 heiratete er seine Cousine, die verwitwete Amalia Maria Elisabeth von Wenckstern und zog mit dieser nach Gütersloh. Im Preußisch-Österreichischen Krieg 1866 nahm er als Assistenzarzt teil. Danach praktizierte er kurz in Lerno und zog dann nach Eitorf, wo er als Arzt, Wundarzt und Geburtshelfer inserierte. Im Deutsch-Französischen Krieg 1870 wurde er als Stabsarzt einberufen und erhielt für seinen Einsatz das Eiserne Kreuz II. Klasse.
Danach war er in Droyßig als Kassenarzt tätig. 1872 ließ sich das Ehepaar scheiden. August Meyer machte wissenschaftliche Reisen nach Wien, Dublin und England. Ab 1873 führte er die private Heil- und Pflegeanstalt seines Vaters in Eitorf, welches 1874 amtlich bescheinigt wurde. Im gleichen Jahr heiratete er Hermine Henriette Eleonore Roerdansz aus Münster. 1881 musste er die von seinem Vater auf Leibrente übereignete Anstalt schließen. Er zog nach Isselburg, von wo aus er als „dirigierender Arzt“ ein Pensionat für Nervenkranke auf Gut Rodehorst in Wertherbruch betreute, und 1882 nach Elberfeld, wo er dann eine Praxis eröffnete.
Nach dem Tod des Vaters 1888 zog er wieder nach Eitorf und erbaute ein neues Sanatorium. 1899 wurde dieses aber wieder geschlossen. Das Gebäude war anschließend Anfang des 20. Jahrhunderts im Besitz der Schoeller’schen Kammgarnspinnerei. Heute befindet sich darin die Post.
1878 erbte Meyer von seinem Schwiegervater Roerdansz, dem Adjutanten von Ludwig Adolf Wilhelm von Lützow, die Urkunde über die Gründung des gleichnamigen Freikorps. Diese übergab er in einer halbstündigen Privataudienz an Kaiser Wilhelm I.